# Pressed Steel Company

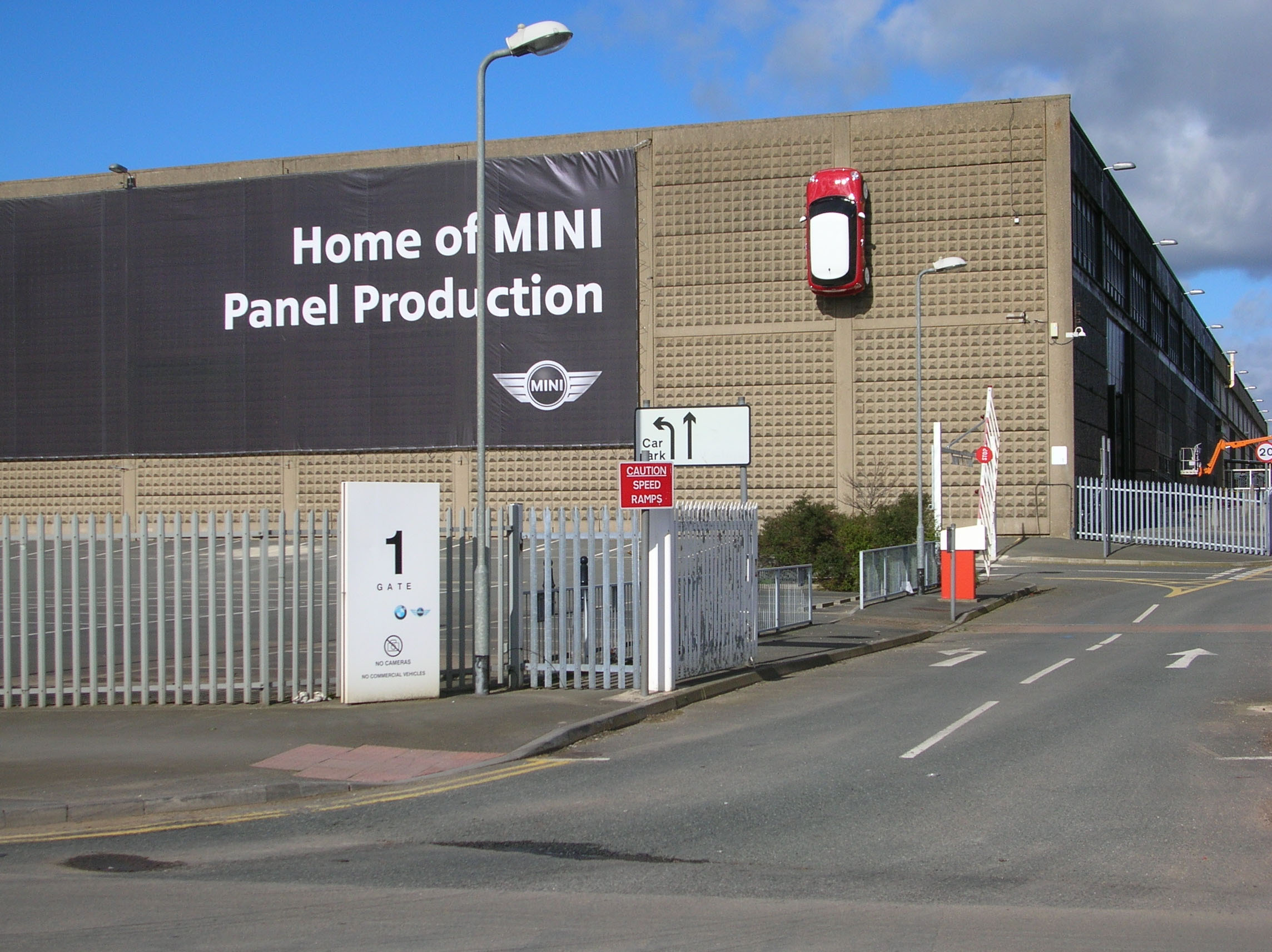
Presswerk Swindon

Die Pressed Steel Company (PSC) war ein britischer Karosseriehersteller mit Sitz in Cowley bei Oxford. Es wurde 1926 als Joint Venture zwischen dem Industriellen William Morris, der Budd Corporation und einer amerikanischen Bank gegründet.  Das ehemalige Werk in Swindon befindet sich heute im Besitz der BMW-Tochter Swindon Pressings Limited.

## Automobilbau
William Morris erkannte das Potenzial der Autokarosserien aus gepressten und punktgeschweißten Blechen, die in den USA von Budd entwickelt worden waren.  Das neue Unternehmen belieferte zunächst die Morris Motor Company (MMC), in deren Nähe die Produktion aufgebaut worden war. 1935 wurde das Unternehmen nach dem Ausstieg von Budd unabhängig und produzierte nun auch für weitere Autohersteller.
In den späten 1950er Jahren waren die meisten großen Hersteller Großbritanniens Kunden bei Pressed Steel, darunter Rolls-Royce, Rootes und Standard-Triumph. 1956 errichtete PSC ein neues Werk in Swindon und 1961 im schottischen Linwood, in dem Karosserien für den neuen Hillman Imp und das Sportcoupé Volvo P1800 hergestellt wurden.
1966 vereinigte sich PSC mit Jaguar Cars und der British Motor Corporation (BMC) zur neuen British Motor Holdings (BMH). 1968 schlossen sich BMH und Leyland Motors zusammen, um gemeinsam die British Leyland Motor Corporation (BLMC) zu bilden. Zu diesem Zeitpunkt war PSC bereits der weltweit größte unabhängige Karosseriehersteller und belieferte auch nichtbritische Unternehmen mit Karosserien und Spezialmaschinen, darunter Volvo, Alfa Romeo und Hindustan Motors.
Unter BLMC kam es zum Zusammenschluss von PSC und der Karosserieherstellung der ehemaligen BMC-Tochter Fisher & Ludlow. Beide bildeten gemeinsam die Pressed Steel Fisher.
1994 übernahm BMW die Rover Group und wurde damit Eigentümer des Presswerks in Swindon. Obwohl BMW den größten Teil von Rover im Jahr 2000 wieder abstieß, behielt es diese Produktionsstätte und gründete das Tochterunternehmen Swindon Pressings Limited (SPL). SPL stellt heute die meisten Karosserieteile für den MINI her, der von der Konzern-Tochter BMW Works Oxford in Cowley, dem ehemaligen Morris-Werk, gefertigt wird.

## Eisenbahnindustrie
1947 erwarb PSC eine Waggonbaufabrik in Linwood, Schottland. In den 1950er Jahr wurden tausende Güterwagen für British Railways und verschiedene australische Eisenbahngesellschaften, wie die Queensland Government Railways, gebaut. Um 1960 wurden zahlreiche Personen- und Speisewagen für British Railways hergestellt. Daneben entstanden die Triebwagen der BR-Klasse 117 und BR-Klasse 121. Nach Abschluss des British Railways Modernisierungsprogramms konnten kaum noch Aufträge beschafft werden.

## Flugzeugindustrie
1960 gründete PSC die British Executive and General Aviation Limited (BEAGLE), einen Flugzeughersteller mit Zweigwerken in Shoreham-by-Sea und Rearsby. 1966 wurde das Unternehmen an die britische Regierung verkauft.